# Briosia
Briosia — рід грибів. Назва вперше опублікована 1888 року.

## Класифікація
До роду Briosia відносять 7 видів:
- Briosia ampelophaga
- Briosia azaleae
- Briosia cubispora
- Briosia cystopodoides
- Briosia cystopoides
- Briosia microspora
- Briosia platoniae